# Dag Johan Haugerud

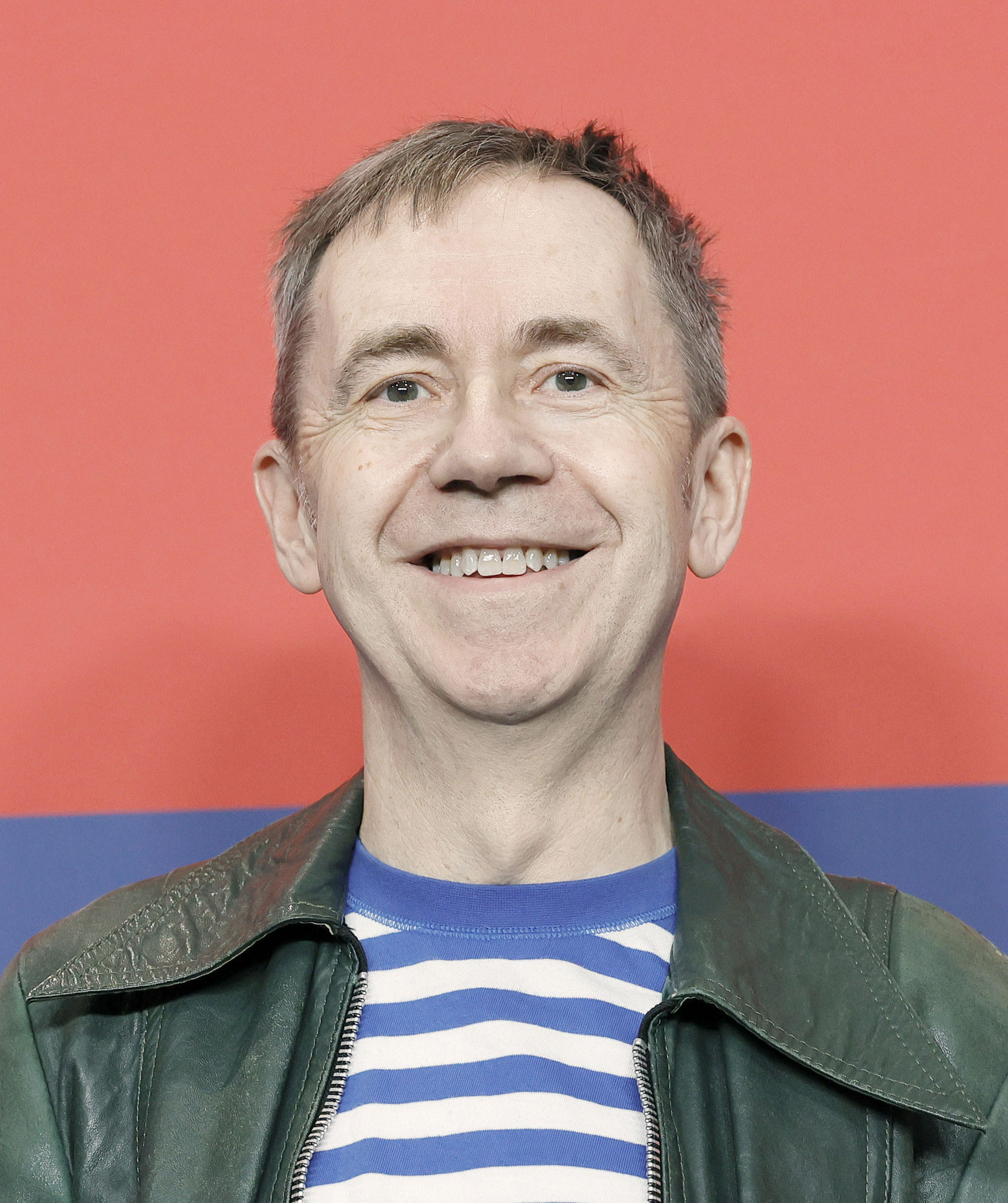
Dag Johan Haugerud auf der Berlinale (2025)

Dag Johan Haugerud (* 30. Dezember 1964 in Eidsberg) ist ein norwegischer Filmregisseur, Drehbuchautor, Romanautor und Bibliothekar.

## Leben und Karriere
Dag Johan Haugerud begann Ende der 1990er-Jahre seine Karriere als Filmemacher mit dem 4-minütigen Kurzfilm 16 levende klisjeer (1998). Vielfach preisgekrönt wurde er in Skandinavien für seine Spielfilme Wie du mich siehst (2012), Barn (2019) und Oslo-Stories: Sehnsucht (2024). Sehnsucht war der erste Teil einer Trilogie über Sexualität, Sehnsüchte und Träume im Oslo der Gegenwart. Die beiden folgenden Teile, Träume und  Liebe (beide 2024), wurden in die Hauptwettbewerbe der Filmfestivals von Berlin und Venedig eingeladen. Für Träume gewann Haugerud im Februar 2025 mit dem Goldenen Bären den Hauptpreis der Berlinale. Im selben Jahr wurde er bei der 82. Auflage des Festivals von Venedig als Jurypräsident der unabhängigen Nebensektion Giornate degli Autori ausgewählt.
Parallel zu seiner Filmkarriere veröffentlichte Haugerud die Romane Noe med natur (1999), Den som er veldig sterk, må også være veldig snill (2002), Hva jeg betyr (2011) und Enkle atonale stykker for barn (2016). Darüber hinaus ist er als Bibliothekar an der Norwegischen Musikhochschule angestellt.

## Filmografie (Auswahl)

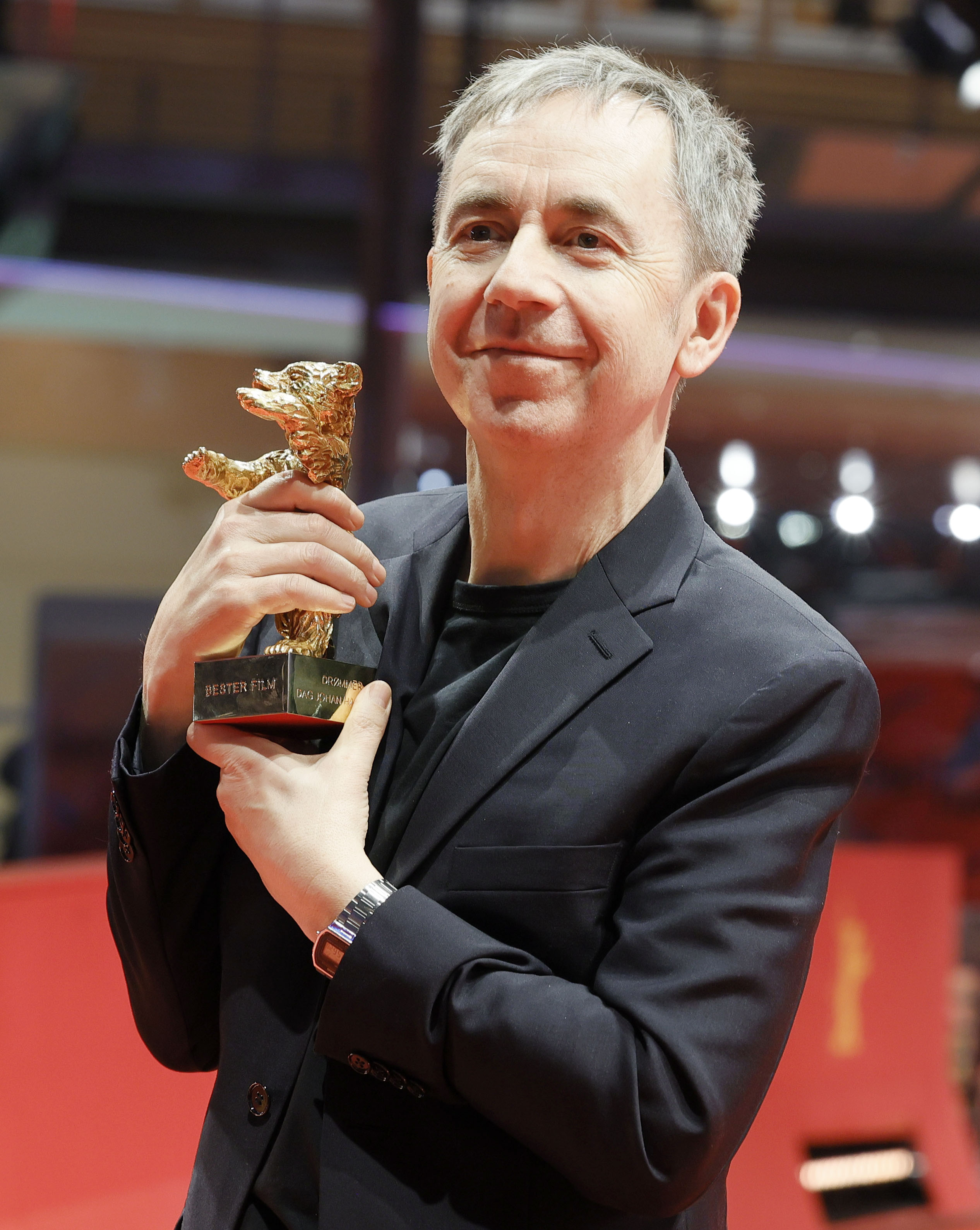
Haugerud mit dem gewonnenen Goldenen Bären für Oslo-Stories: Träume (2025)

- 2005: Thomas Hylland Eriksen og historien om origamijenta
- 2006: Trøbbel
- 2012: Wie du mich siehst (Som du ser meg)
- 2014: Det er meg du vil ha
- 2019: Barn
- 2020: Lyset fra sjokoladefabrikken
- 2024: Oslo-Stories: Sehnsucht (Sex)
- 2024: Oslo-Stories: Träume (Drømmer)
- 2024: Oslo-Stories: Liebe (Kjærlighet)